# 胡妙胜
胡妙胜（1936年—），男，江苏无锡人，中国舞美设计师，曾任上海戏剧学院教授，中国舞台美术学会常务理事，中国戏剧家协会理事。